# 孝明世子
孝明世子（：／，1809年9月18日（純祖九年八月九日）—1830年6月25日（純祖三十年五月六日）），諱李旲（：／），字德寅，是朝鮮王朝的第24代君主憲宗李烉之父，純祖的世子。曾在純祖時期監國聽政四年，但於純祖30年（1830年）先於其父去世。其子憲宗即位追尊廟號翼宗，清朝賜諡康穆（강목）。大韓帝國建立後，他於1899年被追尊為皇帝，改廟號為文祖、改諡號為翼皇帝。

## 名號
憲宗十四年（1848年，道光二十八年）追上尊號“體元贊化錫極定命”。

哲宗四年（1853年，咸豐三年）追上尊號“聖憲英哲睿誠淵敬”。

高宗三年（1866年，同治五年）追上尊號“隆德純功篤休弘慶”。

高宗四年（1867年，同治六年）追上尊號“洪運盛烈宣光浚祥”。

高宗六年（1869年，同治八年）追上尊號“堯欽舜恭禹勤湯正”。

高宗十二年（1875年，光緒元年）定世室，追上尊號“啟天建統神勳肅謨”。

高宗十四年（1877年，光緒三年）追上尊號“乾大坤厚寅業永祚”。

高宗十六年（1879年，光緒五年）追上尊號“莊義彰倫行健配寧”。

高宗二十年（1883年，光緒九年）追上尊號“基泰垂裕熙範昌禧”。

高宗二十四年（1887年，光緒十三年）追上尊號“立經亨道成獻昭章”。

高宗二十七年（1890年，光緒十六年）追上尊號“致中達和繼歷協紀”。

高宗二十九年（1892年，光緒十八年）追上尊號“剛粹景穆峻惠衍祉”。

大韓帝國光武三年（1899年），追尊為皇帝，改諡號為“體元贊化錫極定命聖憲英哲睿誠淵敬隆德純功篤休弘慶洪運盛烈宣光濬祥堯欽舜恭禹勤湯正啓天建統神勳肅謨乾大坤厚廣業永祚莊義彰倫行健配寧基泰垂裕熙範昌禧立經亨道成獻昭章致中達和繼曆協紀敦文顯武仁懿孝明翼皇帝”。

## 生平
1812年冊封世子，1819年10月举行嘉礼。1827年，純祖命他代理听政，牽制安東金氏勢道政治，重用妻家豐壤趙氏人物。3年後（1830年）去世。起初谥号为孝明，称孝明世子。葬於杨州绥陵（今韓國京畿道的九里市仁倉洞區，東九陵之一）。
孝明世子監國雖然僅短短四年，但在此期間他任用賢才、勤奮好學，並且時常關心百姓的生活，被認為是歷史上少有的「賢君」。就連他的養子高宗也對他十分尊敬，這點從高宗在位期間累累對孝明世子追加諡號中即可看出。
孝明世子在去世前並沒有任何長期患病的紀錄，不然純祖也不可能命令其監國聽政，因此近年來不少學者認為孝明世子之死乃因他聽政期間啟用世子嬪豐壤趙氏娘家的官員打壓了安東金氏的勢道政治，因此遭到了安東金氏的毒殺，但此說法目前尚未被證實。之後他的妻子神貞王后在成為大王大妃後垂簾聽政期間，終結了安東金氏的勢道政治。

## 家庭

### 世子嬪
- 神貞王后趙氏

### 兄弟
- 大君(1820年，夭折)

### 子女

#### 子
1. 宪宗大王 李烉（王世孙）

#### 養子
1. 朝鮮高宗

## 相關影視作品及飾演者

### 電視劇
| 劇名           | 年份   | 電視台    | 演員      |
| 《雲畫的月光》 | 2016年 | KBS電視劇 | 朴寶劍 飾 |

### 電影
| 劇名     | 年份   | 演員      |
| 《明堂》 | 2018年 | 金旻載 飾 |